# La Voix humaine (film, 2020)
Pour les articles homonymes, voir La voix humaine.
Pour plus de détails, voir Fiche technique et Distribution.
La Voix humaine (La voz humana) est un moyen métrage hispano-américain de 30 minutes écrit et réalisé en 2020 par Pedro Almodóvar d'après la pièce de théâtre éponyme de Jean Cocteau. 
Il met en scène Tilda Swinton comme actrice principale du film, le premier qu'Almodóvar ait réalisé en anglais.
La Voix humaine a été présenté en première mondiale au Festival du film de Venise le 3 septembre 2020 et est sorti en Espagne le 21 octobre de la même année.

## Synopsis
Librement adapté de la pièce de Jean Cocteau La Voix humaine, le film d'Almodóvar en retient la trame principale : le tourment d’une femme abandonnée par son amant.

## Fiche technique
- Réalisation : Pedro Almodóvar
- Scénario : Pedro Almodóvar, d'après la pièce de théâtre éponyme de Jean Cocteau
- Musique : Alberto Iglesias
- Photographie : José Luis Alcaine
- Montage : Teresa Font
- Direction artistique : María Clara Notari
- Décors : Antxón Gómez (es)
- Costumes : Sonia Grande
- Production : Agustín Almodóvar et Esther García
- Société de production : El Deseo
- Pays de production :  Espagne
- Langue originale : anglais
- Format : couleur - 1,85:1 - Dolby Digital
- Durée : 30 minutes

## Distribution
- Tilda Swinton
- Agustín Almodóvar
- Miguel Almodóvar
- Pablo Almodóvar
- Diego Pajuelo
- Carlos García Cambero

## Production
Le tournage principal devait commencer en avril 2020, mais a été retardé en raison de la pandémie de Covid-19,. Il a finalement débuté le 16 juillet 2020 et s'est achevé le 27 juillet 2020.

## Sortie
Le film a été présenté en première mondiale à la Mostra de Venise le 3 septembre 2020.
Peu après, Sony Pictures Classics a acquis les droits de distribution américains du film .
Le court-métrage a également été projeté au New York Film Festival le 24 septembre 2020, et au Festival du film de Londres le 17 octobre 2020,.
Il est sorti en Espagne le 21 octobre 2020.
En France, il ressort en 2023 au sein d'un programme intitulé L'Expérience Almodóvar, avec un autre moyen métrage du réalisateur : Strange Way of Life.

### Accueil critique
La Voix humaine reçoit une note d'approbation de 96 % sur le site d'agrégation de critiques Rotten Tomatoes.